# Arslan Amanow
Arslan Amanow (* 9. Juni 2001) ist ein turkmenischer Eishockeyspieler.

## Karriere
Bei der Weltmeisterschaft 2022 nahm Arslan Amanow an der Division III teil.